# Pleiochiton ebracteatum
Pleiochiton ebracteatum är en tvåhjärtbladig växtart som beskrevs av José Jéronimo Triana. Pleiochiton ebracteatum ingår i släktet Pleiochiton och familjen Melastomataceae. Inga underarter finns listade i Catalogue of Life.